# 明兴贝恩斯多夫
明兴贝恩斯多夫（德語：Münchenbernsdorf，發音：[ˌmʏnçn̩ˈbɛʁnsdɔʁf] ⓘ）是德国图林根州格赖茨县的城市，面积15.45平方千米，2023年12月31日人口为2,902人。